# 42-я бригада подводных лодок
42-я отдельная бригада подводных лодок Северного флота — воинское соединение Северного флота СССР, существовавшее в 1960—1995 годах. Включало в себя подводные лодки, базирующиеся на порт Лиинахамари.

## История
Бригада была сформирована 4 мая 1960 года на базе 73-го отдельного дивизиона подводных лодок и 28 отдельной бригады подводных лодок. Местом дислокации бригады был определён посёлок Лиинахамари, куда подводные лодки прибыли из Северодвинска. К концу августа 1960 года все подводные лодки бригады сдали задачи курса боевой подготовки и вошли в первую линию (признаны боеготовыми).
Во время последовавших вскоре учений Северного флота подводные лодки бригады успешно провели разведку системы развёртывания кораблей условного противника, не будучи обнаруженными. Вскоре после этих учений комбриг П. Романенко был досрочно повышен в звании, причём погоны вручал лично Главком ВМФ Сергей Горшков.
В 1975 году бригада вошла в состав 9-й эскадры подводных лодок. 22 апреля 1982 года бригада была переподчинена командующему Кольской флотилией разнородных сил Северного флота.
С 1991 года 42-я бригада получила подводные лодки проекта 641Б из расформированной 96-й бригады.
Бригада была расформирована в августе 1995 года, остававшиеся в строю корабли были переданы в состав 69-й бригады.

## Плавсостав
Первоначально в бригаду входили следующие подводные лодки:
Проекты 611 и 613:
•  С-70
- С-98
- С-147
- С-157
- С-160
- С-161
- С-168
- С-172
- С-185
- С-217
- С-232
- С-376
- С-380
- С-381
- С-382

С 1977 по 1986 год бригада пополнялась лодками проекта 641:
- Б-94
- Б-7
- Б-34
- Б-46
- Б-31
- Б-130
- Б-2
- Б-103
- Б-98
- Б-9
- Б-825
- Б-854.

Начиная с 1991 года, в состав бригады вошли лодки проекта 641Б:
- Б-396
- Б-303
- Б-30
- Б-307
- Б-225
- Б-443
- Б-319

Кроме того, в состав бригады входили и вспомогательные суда.

## Командиры
- Романенко, Пётр Николаевич (май 1960 — август 1962), капитан 1 ранга;
- Греков, Василий Савельевич (август 1962—1964), капитан 1 ранга;
- Кузнецов, Юрий Анатольевич (1964—1970), капитан 1 ранга;
- Жиделев, Аркадий Иванович (1970—1974), капитан 1 ранга;
- Гавренков, Владимир Михайлович (1974—1977), капитан 1 ранга;
- Дерюгин, Геннадий Александрович (1977—1979), капитан 1 ранга;
- Горшков, Николай Иванович (1972—1982), капитан 1 ранга;
- Потешкин, Станислав Александрович (1982 — декабрь 1985), капитан 1 ранга;
- Сучков, Геннадий Александрович (декабрь 1985 — ноябрь 1988), капитан 1 ранга;
- Дудников, Александр Матвеевич (ноябрь 1988—1994), капитан 1 ранга;
- Курганов Юрий Юрьевич (1994 — август 1995), капитан 1 ранга.

## Операции
Лодки бригады несли боевое дежурство во всех частях Атлантического океана, а также в Средиземном море.